# Villa Ferrario Buttafava
La Villa Ferrario Buttafava sorge nel complesso di fabbricati rurali della frazione San Giuseppe di Desio (Monza e Brianza), in via Resegone.

## Storia
La costruzione della villa risale al 1660 nella struttura essenziale, anche se sono pochi gli elementi dell'edificio originale non toccati da una radicale rielaborazione ottocentesca di gusto romantico.
Del 1676 è la chiesetta attigua alla villa, intitola a San Giuseppe, fatta erigere dal conte Giovanni Antonio Ferrario, sostituendo una precedente edicola sacra, frutto di un voto del popolo di Desio fatto nel 1630 contro la peste.
La villa è costituita da un parallelepipedo su due piani con modesti avancorpi a sud. All'interno sono presenti saloni con soffitti a cassettoni dipinti.